# Follie per l'opera
Follie per l'opera è un film del 1948 diretto da Mario Costa.
Film commedia e musicale italiano di genere operistico.

## Trama
A Londra, nell'immediato dopoguerra, la chiesa cattolica di un quartiere italiano è stata distrutta dai bombardamenti tedeschi. Al pressante invito del sacerdote, un giornalista giovane risponde organizzando una raccolta di denaro necessario per la ricostruzione; un grande concerto di beneficenza al Covent Garden con i cantanti lirici più in voga del momento. Ma per avere la collaborazione degli artisti lirici serve una forte somma e il giornalista si rivolge a un usuraio. Costui pone una condizione: gli concederà i soldi se nel frattempo il proprietario di un ristorante si impegnerà a restituirli entro un dato termine di tempo. Se ciò non dovesse avvenire, sarebbe costretto a cedergli il locale. Aiutato dalla fidanzata, il giornalista fa firmare allo zio della ragazza un foglio in bianco e poi su di esso scrive la dichiarazione richiesta dall'usuraio. I cantanti lirici giungono nella capitale britannica, hanno un contratto regolare su carta intestata del prestigioso Covent Garden, ma il direttore è assente e la sua segretaria si rifiuta di concedere il teatro. Aiutato da alcuni operai, il giornalista riesce in poco tempo a trasformare in teatro una palestra, il concerto si risolve in un successo trionfale e la somma di denaro viene restituita; la chiesa verrà ricostruita e il giornalista, il quale nel frattempo ottiene il posto di direttore artistico al Covent Garden, dichiara di voler portare all'altare la sua fidanzata.

## Produzione

### Altri tecnici
- Arredatore: Luigi Gervasi
- Direttore di produzione: Carlo Bugiani
- Segretario di produzione: Rosario Patané
- Operatore: Guglielmo Garroni
- Fonico: Tullio Parmeggiani

## Distribuzione
Nel film, che è stato proiettato in televisione e del quale è stato possibile scovare ulteriori attori non accreditati e ricostruire i ruoli interpretati, sono presenti brani operistici di Gioachino Rossini, Ruggero Leoncavallo, Vincenzo Bellini, Georges Bizet, Friedrich von Flotow, Umberto Giordano e Carl Maria von Weber, cantati da Gino Bechi, Beniamino Gigli, Tito Schipa, Maria Caniglia e Tito Gobbi. La canzone è di Eldo Di Lazzaro. Tutte le musiche del film sono dirette da Giuseppe Morelli. Nella pellicola compare anche il Corpo di Ballo del Teatro alla Scala, con la prima ballerina, Nives Poli.
Iscritto al Pubblico registro cinematografico con il n. 705, venne presentato alla Commissione di Revisione Cinematografica il 6 agosto 1948 e ottenne il visto di censura n. 4.449 il 10 agosto 1948, con una lunghezza della pellicola accertata di 2.559 metri ed ebbe la prima proiezione il giorno stesso della concessione del visto. Negli Stati Uniti il film venne proiettato con il titolo Mad about Opera il 5 aprile 1950, in Francia con il titolo Une nuit de folie à l'Opéra il 19 marzo 1954. Incassò 217.500.000 di lire. La sigla di una delle case produttrici, la GE.S.I., significa Gestione Studios Internazionali, ed era di proprietà di Cesare Zanetti; Maleno Malenotti invece produsse il film per conto della Scalera.